# Semicassis whitworthi
Semicassis whitworthi is een slakkensoort uit de familie van de Cassidae. De wetenschappelijke naam van de soort is voor het eerst geldig gepubliceerd in 1968 door Abbott.